# Stockholm, mina drömmars stad
Stockholm, mina drömmars stad släpptes 2002 av och med Lasse Berghagen.

## Låtlista
1. Stockholm, mina drömmars stad
2. Till Stockholms skärgård
3. Sommare i Stockholm
4. Ragatan på Baggensgata
5. Karl-Erik Johnsson
6. Seglande skepp
7. En morgon av lycka
8. I mina blommiga sandaler
9. Åh, sköna sommar mitt hjärta är ditt
10. Stockholm i mitt hjärta
11. Då längtar jag till landet
12. Sommaren kom i en blåmålad eka
13. Hösten spelar på stuprörsflöjt
14. Sträck ut din hand

## Listplaceringar
| Lista (2001) | Topplacering |
| ------------ | ------------ |
| Sverige      | 27           |